# Березне-Ліпшанська долина
Бере́зне-Ліпша́нська доли́на (інші назви — Внутрішньо-Карпатська долина, Тур'янська долина) — поздовжня міжгірна долина (улоговина) в Українських Карпатах. Розташована в Закарпатській області. 
Долина простягається на 115 км від річки Уж (між смт Великий Березний і м. Перечин) до нижньої течії річки Ріки. Розділяє собою Полонинський Бескид і Вигорлат-Гутинське вулканічне пасмо. 
Поверхня і схили розчленовані, висоти переважно 150—300 м, лише на перевалах підноситься до 450 м, максимальні висоти — до 500 м. Є численні джерела мінеральних вод. Завдяки корисним природним умовам Внутрішньо-Карпатська  долина зайнята під ріллю (понад 20% поверхні розорано). Долина густозаселена; сади, виноградники, зернові культури, зокрема кукурудза. 
В місцях перехрещення з головними поперечними долинами річок (Уж, Латориця, Ріка) утворює невеликі котловини (улоговини), наприклад Перечинська улоговина, Свалявська улоговина. В улоговинах розташовані невеликі міста й селища, які є районними центрами — Великий Березний, Перечин і (найбільше) Свалява. 